# Église San Salvador de Valdediós
L’église San Salvador de Valdediós, familièrement appelé « El Conventín », est une église espagnole située sur le territoire de Villaviciosa dans les Asturies.

## Situation
L’église est située dans la vallée de Valdediós, à 7 kilomètres au sud du village de Villaviciosa — sur le territoire duquel elle se trouve — et à 40 kilomètres d’Oviedo, siège de l’archevêché. 
Dans un vallon sont réunis cette petite église asturienne, et un monastère (es). Le lieu était anciennement connu sous le nom de Boides, Boiges ou Boigies.
C’est une monument représentatif de l’architecture asturienne post Ramire Ier, et qui annonce déjà le style roman.

## Histoire
Dans la Chronique d’Albelda, écrite dans les années 881, il est mentionné une intense activité du roi Alphonse III le Grand (qui a régné sur les Asturies entre 866 et 910) :

« … ce prince restaure toutes les églises du Seigneur, ainsi que les villes et les palais royaux qui s’élèvent à Oviedo. »

On lui attribue la construction de l’église, mais il n’y a pas de certitude à ce sujet ; par contre, lui sont clairement attribués la galerie porche adossée tardivement à l’église et quelques détails d’ornement. La consécration a été effectuée sous son règne, la date étant gravée dans un bloc de marbre : « SUB ERA DCCCXXX », c’est-à-dire l’année 930 de l’ère de saint Idace ou ère hispanique, en vigueur en Espagne, correspondant à l’année 893 ap. J.-C.
Un acte solennel, mentionne que les évêques Rosendo de Mondoñedo, Nausto de Coïmbre, Sisenando d’Iria Flavia, Ranulfo d’Astorga, Argimiro de Lamego, Recaredo de Lugo et Eleca de Saragosse ont assisté à  la consécration, selon cette même inscription lapidaire elle eut lieu le 16 septembre 893 ap. J.-C.

## Architecture

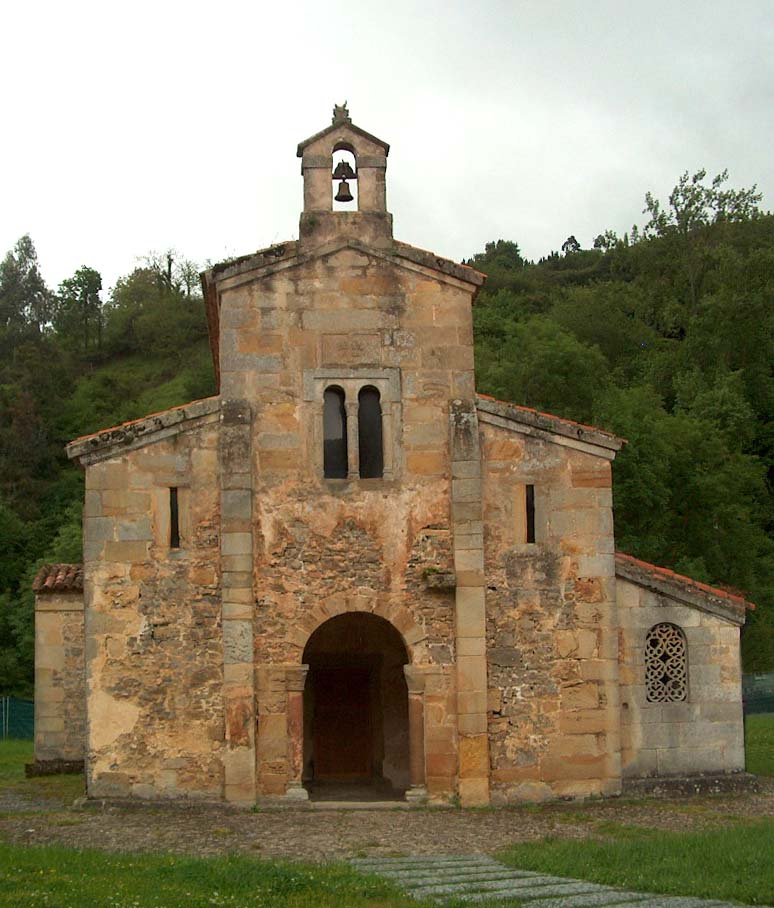
La façade occidentale.

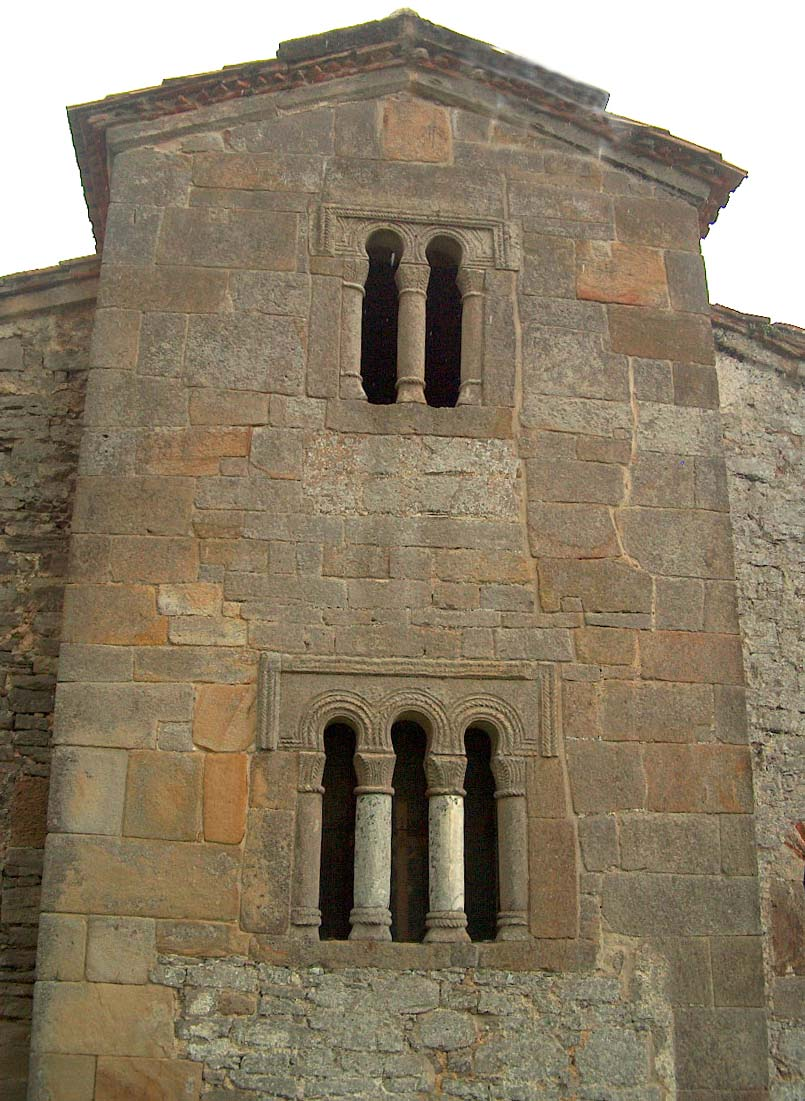
La façade orientale.

Le plan répond au schéma basilical à trois vaisseaux, le central étant le plus large, constitués par quatre voûtes en berceau, et achevées par des chapelles absidiales rectangulaires. Elle ne possède pas de transept, seulement deux dépendances annexes, une de chaque côté, qui peuvent donner une impression erronée.
Sur la façade du vaisseau central il existe un narthex ou vestibule, adossé deux espaces qui correspondent aux deux vaisseaux latéraux. Sur cet ensemble il existe une tribune à laquelle on accède par un escalier intérieur. 
En appui sur la paroi sud de l’église on a construit plus tard un porche qui annonce les galeries qui dans la période romane ont proliféré dans les églises castillanes. Par cette galerie on accède à l’intérieur de l’église par sa porte méridionale.

### L’église
Les trois vaisseaux sont couverts par des voûtes en berceau cintrées qui reposent sur les contreforts des parois extérieures et sur les deux arches qui séparent longitudinalement les vaisseaux. Elles sont formées par des arcs cintrés qui reposent sur des piliers de section carrée. Le porche latéral possède aussi une voûte en berceau, mais dans ce cas renforcée par des arcs. 
Les chapiteaux sont décorés avec des matières végétales certains avec des influences califales. 
Des fresques dans lesquelles on retrouve des influences mozarabes. Dans les parois latérales les fresques représentent des octogones et des losanges, comme celles de San Julián de los Prados, avec des représentations de figures humaines. Il y a aussi des fresques avec des motifs de la tradition paléochrétienne.
Les absides sont de même voûtées à une hauteur inférieure à celle du vaisseau respectif. L’abside centrale est consacrée au Sauveur (Salvador), et les absides latérales sont consacrées à saint Jacques et saint Jean Baptiste.

### L’extérieur
À l’extérieur l’ordre compositionnel de la construction se reflète : le vaisseau central est plus élevé que les latéraux. Les contreforts sont bien marqués dans la paroi nord et dans la façade occidentale séparant les vaisseaux. La prolongation de l’abside du vaisseaux principal sur les absides latérales. 
Le grand nombre de fenêtres pour fournir une illumination adéquate à tous les espaces : il y a les simples d’un seul arc, les fenêtres à claustras géminées d’arcs wisigothiques encadrés par un alfiz, et une fenêtre avec une triple arcade dans l’abside centrale.

## Protection
L'église fait l’objet d’un classement en Espagne au titre de bien d'intérêt culturel depuis le 3 juin 1931.